# Tom Stewart
Arthur Thomas "Tom" Stewart, född 11 januari 1892 i Sequatchie County, Tennessee, död 10 oktober 1972 i Nashville, Tennessee, var en amerikansk jurist och demokratisk politiker. Han representerade delstaten Tennessee i USA:s senat 1939-1949.
Stewart avlade grundexamen vid Emory College (numera Emory University) och juristexamen vid Cumberland School of Law. Han inledde 1913 sin karriär som advokat i Birmingham, Alabama. Två år senare flyttade han tillbaka till Tennessee. Han blev 1923 åklagare.
Läraren John T. Scopes åtalades 1925 för att ha undervisat i evolutionsteori. Stewart var chefsåklagare i den åtföljande berömda rättegången, approcessen Scopes Monkey Trial. På åklagarsidan fanns också politikern William Jennings Bryan.
Senator Nathan L. Bachman avled 1937 i ämbetet. George L. Berry utnämndes till senaten fram till fyllnadsvalet följande år. Stewart besegrade först Berry i demokraternas primärval och vann sedan själva fyllnadsvalet. Han omvaldes 1942. Stewart skulle ha kunnat tillträda som senator redan i november 1938 men han valde att fortsätta som distriktsåklagare fram till 16 januari 1939.
Stewart förlorade 1948 i demokraternas primärval mot Estes Kefauver som sedan vann själva senatsvalet och efterträdde Stewart som senator i januari 1949.
Stewart var metodist och frimurare. Hans grav finns på Memorial Park Cemetery i Winchester, Tennessee.